# 朱损
朱损（？—258年），孙吴吴郡吴县（今江苏省苏州市）人。朱据的儿子。

## 生平
朱损之妻，就是孙峻的妹妹。255年，孙鲁班说孙鲁育参与谋害孙峻，孙峻于是杀害了孙鲁育。258年，孙亮厌恶孙綝专权，便开始追究孙鲁育被害之事。全公主孙鲁班害怕地说：“我实在不知情，都是朱据的两个儿子朱熊、朱损向孙峻告的密。”当时朱熊担任虎林督，朱损担任外部督，孙亮便派丁奉杀了朱熊、朱损。

## 侄
永安年间，追录前功，孙休以朱熊子朱宣袭爵云阳侯，尚公主。孙皓在位，朱宣至骠骑将军。